# 类家庭
类家庭是一种流浪儿童救助方式，集救助、保护、教育、维权于一体，一般建立在社会治安良好、居民愿意接纳的社区，聘请志愿者作为临时监护人，由5名～7名8岁至14岁的儿童和两名父母组成。进入“类家庭”的儿童将24小时和父母（辅导员）生活在一起，父母通过言传身教，潜移默化地引导孩子树立正确的生活观念。让孤儿感受家的温馨，在日常生活中得到心理矫治和行为矫正，与同龄人一样接受正规全日制教育，在社会活动中心娱乐，在快乐中成长。形成了家庭、社区、学校三位一体（预防救助回归）的全方位救助与保护模式。

## 例子
- 河北：保定市儿童福利院一个月前开始探索“类家庭”抚养模式。经过报名遴选，两位“妈妈”首先组建“类家庭”。10名孤残儿童在“类家庭”中慢慢学习，为将来融入社会做准备。[1]
- 郑州：郑州市已有5个“类家庭”，84名流浪未成年人在“类家庭”中生活过。从这里回乡的孩子中，84％的儿童没有再流浪。[2]
- 荆州：最大特点是，不由政府投资，而是通过在全做最早成立的“荆州市流浪乞讨人员救助协会”，由民营企业捐助，整合社区要素，公安、社区、民政、学校、传媒等均为“类家庭”提供帮助，不仅“类家庭”里的孩子基本生活得到了保障，身心得到全面健康的发展，更是为全社会共同关注未成年人成长及思想道德教育搭建起一个共同的平台。[來源請求]